# 121608 Mikemoreau
121608 Mikemoreau è un asteroide della fascia principale. Scoperto nel 1999, presenta un'orbita caratterizzata da un semiasse maggiore pari a 3,1371297 UA e da un'eccentricità di 0,2385194, inclinata di 4,47797° rispetto all'eclittica.